# Tendais
Tendais ist eine Gemeinde (Freguesia) im portugiesischen Kreis Cinfães. In ihr leben 697 Einwohner (Stand 19. April 2021).

## Söhne und Töchter der Gemeinde
- António Francisco dos Santos (1948–2017), Bischof von Porto